# Fonte Arcada e Escurquela
Fonte Arcada e Escurquela (oficialmente: União das Freguesias de Fonte Arcada e Escurquela) é uma freguesia portuguesa do município de Sernancelhe, com 19,87 km² de área e 424 habitantes (censo de 2021). A sua densidade populacional é 21,3 hab./km².

## História
Foi criada aquando da reorganização administrativa de 2012/2013, resultando da agregação das antigas freguesias do Fonte Arcada e Escurquela.

## Demografia
A população registada nos censos foi:
| Distribuição da População por Grupos Etários | Distribuição da População por Grupos Etários | Distribuição da População por Grupos Etários | Distribuição da População por Grupos Etários | Distribuição da População por Grupos Etários | Distribuição da População por Grupos Etários |
| -------------------------------------------- | -------------------------------------------- | -------------------------------------------- | -------------------------------------------- | -------------------------------------------- | -------------------------------------------- |
| Antes da agregação                           |                                              |                                              |                                              |                                              |                                              |
| Ano                                          | 0-14 anos                                    | 15-24 anos                                   | 25-64 anos                                   | >= 65 anos                                   | Total                                        |
| 2001                                         | 53                                           | 58                                           | 197                                          | 122                                          | 430                                          |
| 2011                                         | 43                                           | 38                                           | 179                                          | 148                                          | 408                                          |
| Após a agregação                             |                                              |                                              |                                              |                                              |                                              |
| Ano                                          | 0-14 anos                                    | 15-24 anos                                   | 25-64 anos                                   | >= 65 anos                                   | Total                                        |
| 2021                                         | 32                                           | 29                                           | 197                                          | 166                                          | 424                                          |